# Ana Spiridopulu
Ana Spiridopulu (grec. Άννα Σπυριδοπούλου; ur. 2 listopada 1988 w Seres) – cypryjsko-grecka koszykarka, występująca na pozycji silnej skrzydłowej, reprezentantka Grecji, od 2017 zawodniczka Olympiakosu Pireus.

## Osiągnięcia
Stan na 8 kwietnia 2025, na podstawie, o ile nie zaznaczono inaczej.

### Drużynowe
- Mistrzyni Grecji (2014, 2018, 2019, 2022–2024)[3][4][5][6]
- Wicemistrzyni Grecji (2021)[7]
- Zdobywczyni Pucharu Grecji (2014, 2018, 2019, 2022, 2025)[4][5]
- Uczestniczka rozgrywek:
  - Euroligi (2018–2020, 2022/2023, od 2024)
  - Eurocup (2010/2011, 2017/2018, 2019–2021, od 2023)

### Indywidualne
(* – nagrody przyznane przez portal eurobasket.com)
- Najlepsza nowo-przybyła zawodniczka ligi greckiej (2019)*[5]
- Zaliczona do*:
  - I składu:
    - ligi greckiej (2023)
    - najlepszych zawodniczek krajowych ligi greckiej (2010, 2019)[8][5]

  - III składu ligi greckiej (2014, 2021)[3][7]
  - honorable mention ligi greckiej (2017, 2018, 2020, 2023)[9][4][10][6]

### Reprezentacja
Seniorska
- Uczestniczka:
  - mistrzostw:
    - świata (2018 – 11. miejsce)
    - Europy (2011 – 13. miejsce, 2017 – 4. miejsce)

  - kwalifikacji do mistrzostw Europy (2013, 2015, 2017, 2019)

Młodzieżowe
- Uczestniczka mistrzostw Europy: 
  - U–20 (2007 – 10. miejsce, 2008 – 16. miejsce)
  - U–18 (2005 – 14. miejsce, 2006 – 16. miejsce)
  - U–16 (2004 – 14. miejsce)